# Manoharpur Light Railway
Die Manoharpur Light Railway war eine Schmalspurbahn zum Transport von Eisenerz im Osten Indiens.

## Geschichte

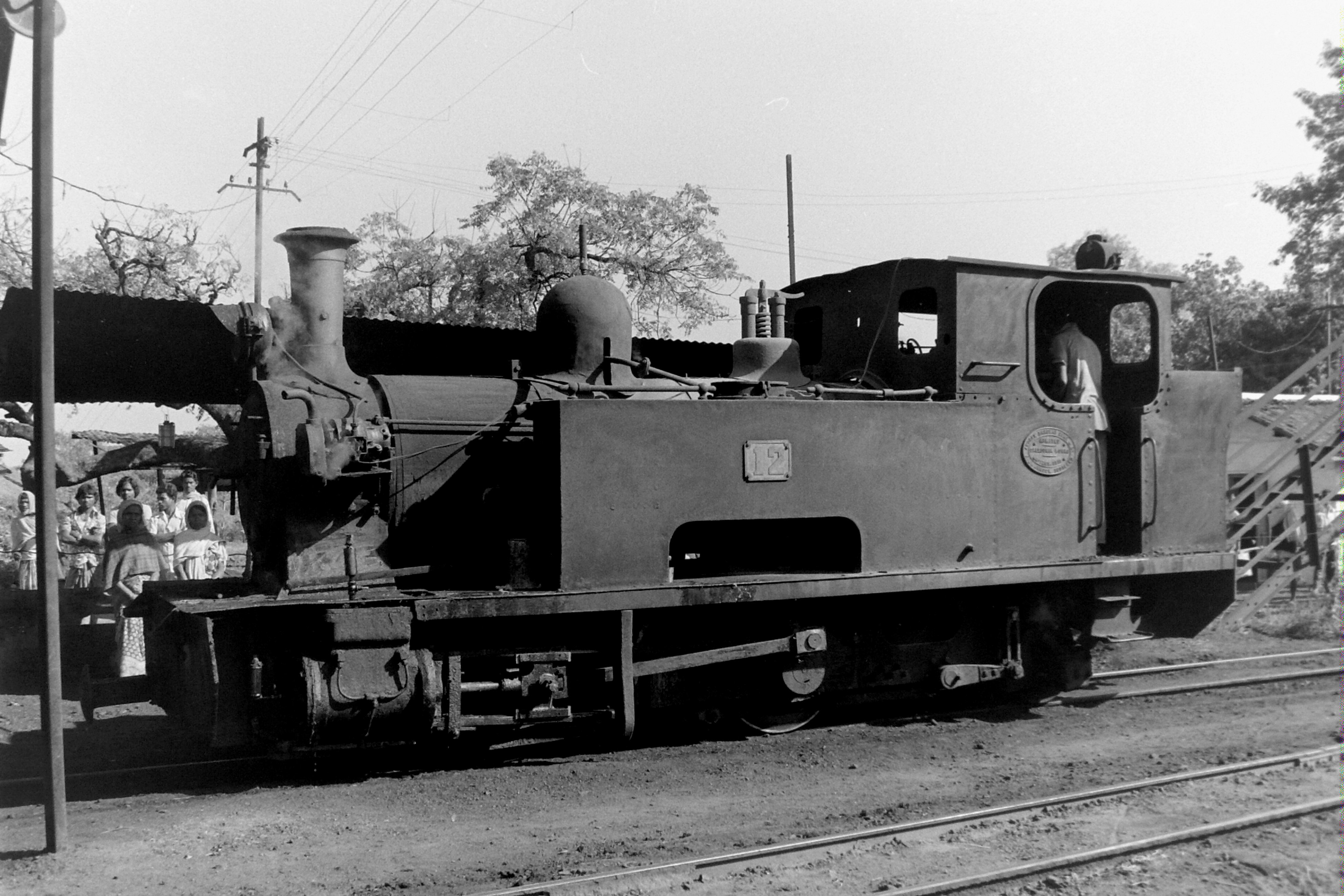
Lok Nr. 12, 1980

Die 27 km (17 Meilen) lange Bahnstrecke wurde 1909 von der Bengal Iron and Steel Company (BI&SCo) gebaut, um das abgebaute Eisenerz aus dem Bergwerk bei Chiria nach Manoharpur zu befördern, wo es einen Bahnhof der Bengal Nagpur Railway gab. Die Strecke von Manoharpur bis Banalata Buru wurde 1910 eröffnet und bis 1916 nach Budha Buru bei Chiria verlängert. Die in 762 mm Spurweite gebaute Strecke hatte eine Steigung von bis zu 25 ‰.
Die Bengal Iron and Steel Company wurde 1919 aufgelöst und als Bengal Iron Co. neu gegründet. Nachdem auch diese neue Gesellschaft zahlungsunfähig geworden war, wurde sie 1936 von der Indian Iron and Steel Company (IISCO) übernommen.
Die IISCO wurde 2006 von der Steel Authority of India Ltd. (SAIL) übernommen, die heute das Bergwerk betreibt. Die Mine bei Chiria ist die größte Eisenerzmine Indiens und eine der größten der Welt.
2014 existierte die Bahnstrecke noch, wurde aber nicht mehr genutzt. Damals wurde erwogen, auf der Trasse eine neue Bahn in indischer Breitspur zu bauen. Aufgrund der eingeschränkten Platzverhältnisse im Chiria-Tal und einiger vorhandener Überbauungen der Strecke wurden die Überlegungen jedoch verworfen. Derzeit wird das Eisenerz mit Lastkraftwagen auf der Straße nach Manoharpur transportiert.

## Rollmaterial
1915 besaß die Gesellschaft vier Lokomotiven und 120 Güterwagen. Bis zur Übernahme durch die IISCO 1936 stieg der Bestand auf 34 Lokomotiven, 5 Triebwagen und 360 Güterwagen an. Ab den 1980er Jahren wurden auch Diesellokomotiven des indischen Herstellers SAN Engineering & Locomotive Co. Ltd. eingesetzt.

### Dampflokomotiven von Andrew Barclay

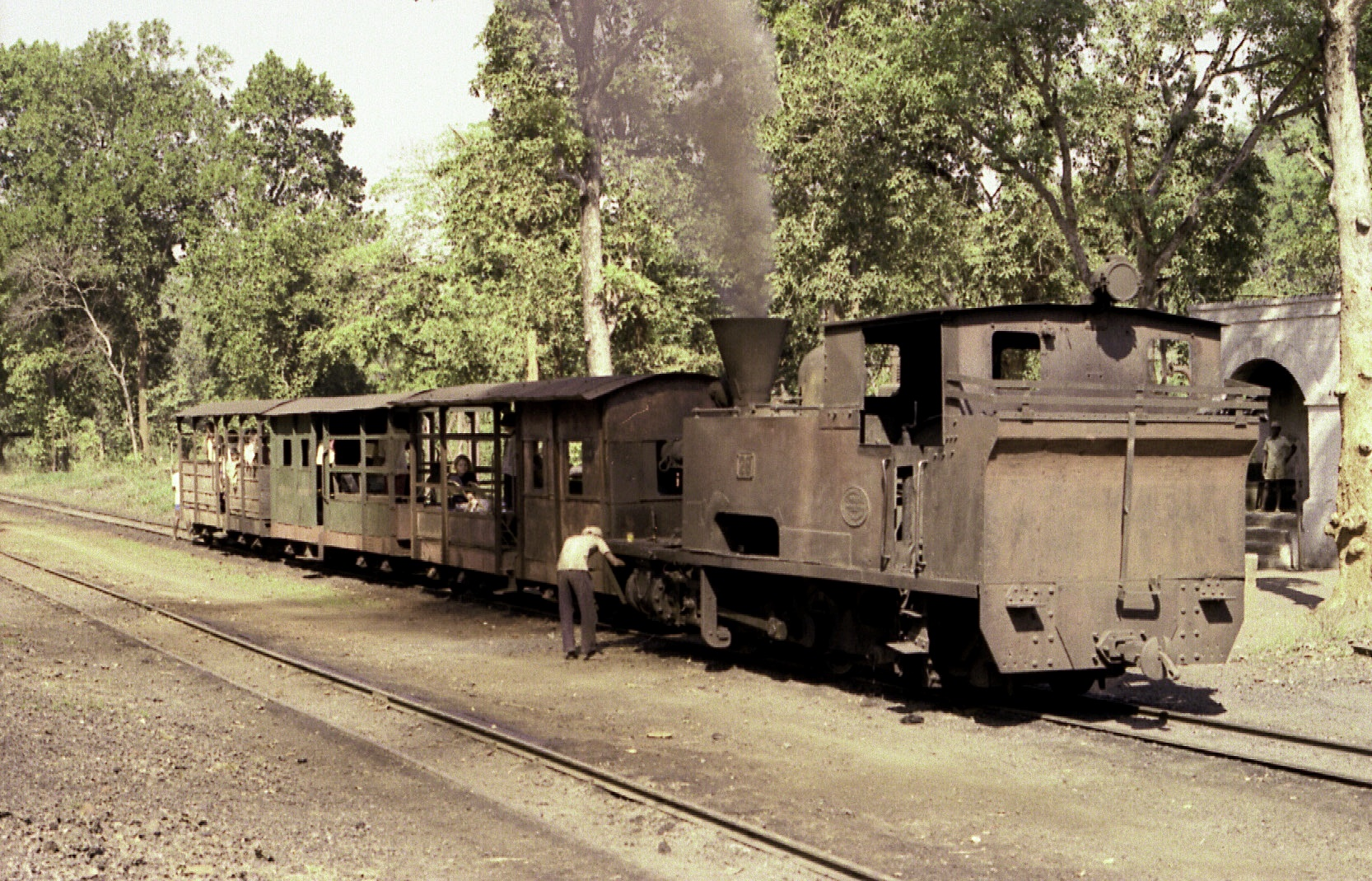
Lok Nr. 28 im Einsatz, 1980

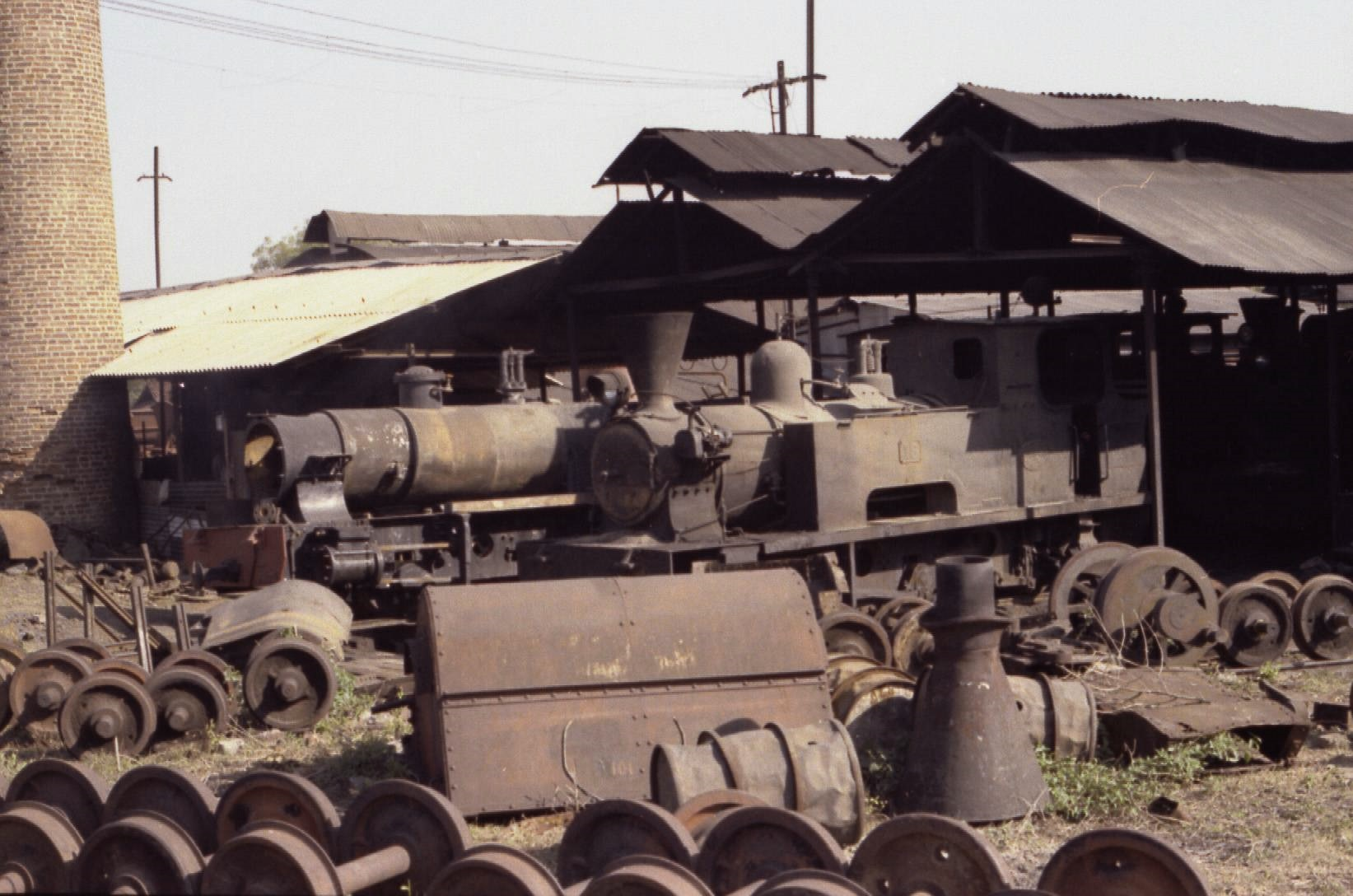
Auf die Verschrottung wartende Lokomotiven, Januar 1980

Die ersten zehn Dampflokomotiven hatten die Achsfolge B1 (0-4-2T) und wurden zwischen 1910 und 1928 bei Andrew Barclay Sons & Co. in Schottland gekauft. Die Maschinen hatten alle einen Namen und waren teilweise bis in die 1980er Jahre im Einsatz.
| Name der Lokomotive | Werksnummer | Lokomotivnummer | Baujahr |
| ------------------- | ----------- | --------------- | ------- |
| Maclellan           | 1201        | 11              | 1910    |
| Izat                | 1202        | 20              | 1910    |
| Grant-Burls         | 1269        | 12              | 1912    |
| Angus               | 1341        | 15              | 1913    |
| Jowett              | 1495        | 10              | 1917    |
| Steel               | 1506        | 19              | 1917    |
| Bendix              | 1675        | 18              | 1920    |
| Guedalla            | 1676        | 16              | 1920    |
| Gregory             | 1832        | 25              | 1924    |
| Oswald Martin       | 1959        | 28              | 1928    |

## Grubenbahn
Im Bergwerk selber war eine Grubenbahn mit 610 mm Spurweite im Einsatz. Hierfür wurden ab 1909 mehrere Lokomotiven bei der Hunslet Engine Company, Hudswell Clarke und anderen Lokomotivfabriken gekauft. In den 1960er Jahren wurde die Grubenbahn abgebaut und das Rollmaterial verschrottet.